# Gare de Menton-Garavan
Ne doit pas être confondu avec Gare de Menton.
La gare de Menton-Garavan est une gare ferroviaire française de la ligne de Marseille-Saint-Charles à Vintimille (frontière), située sur le territoire de la commune de Menton, quartier Garavan, dans le département des Alpes-Maritimes, en région Provence-Alpes-Côte d'Azur.
C'est une gare de la Société nationale des chemins de fer français (SNCF), desservie par des trains TER Provence-Alpes-Côte d'Azur.

## Situation ferroviaire
Établie à 16 m d'altitude, la gare de Menton-Garavan est située au point kilométrique (PK) 250,940 de la ligne de Marseille-Saint-Charles à Vintimille (frontière), entre les gares de Menton et de Vintimille.  Elle est la dernière gare avant la frontière franco-italienne située à 1 km.

## Histoire

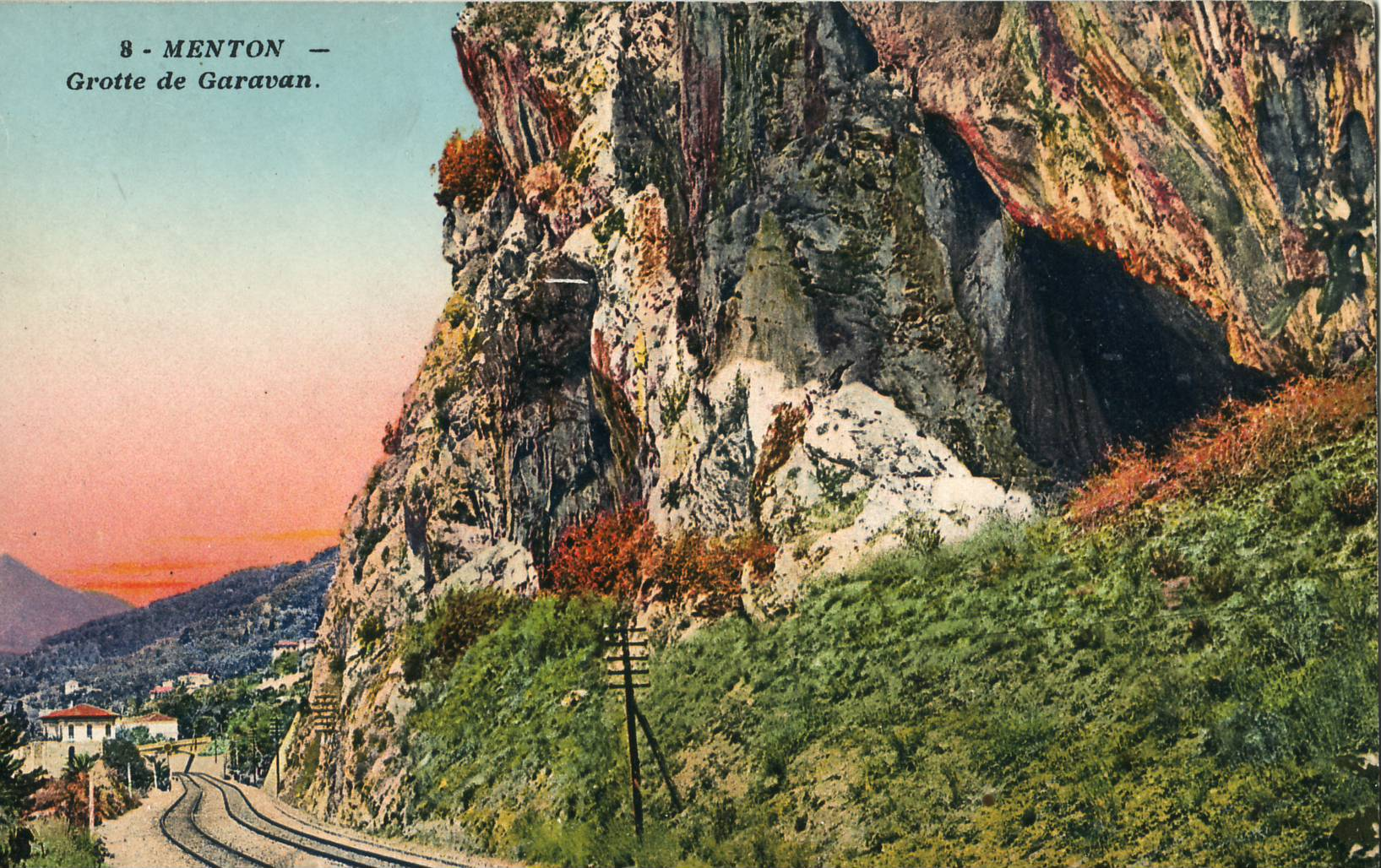
Vue de la ligne au niveau de la grotte de Garavan, au début du XXe siècle.

## Fréquentation
De 2015 à 2023, selon les estimations de la SNCF, la fréquentation annuelle de la gare s'élève aux nombres indiqués dans le tableau ci-dessous.
| Année                      | 2015    | 2016    | 2017    | 2018    | 2019    | 2020    | 2021    | 2022    | 2023    |
| -------------------------- | ------- | ------- | ------- | ------- | ------- | ------- | ------- | ------- | ------- |
| voyageurs                  | 211 987 | 210 608 | 230 197 | 196 796 | 237 138 | 107 569 | 156 927 | 253 670 | 297 073 |
| Voyageurs et non Voyageurs | 264 983 | 263 260 | 287 747 | 245 995 | 296 422 | 134 461 | 196 159 | 317 087 | 371 341 |

## Service des voyageurs

### Accueil
Gare SNCF, elle dispose d'un bâtiment voyageurs, avec guichet, ouvert uniquement le mercredi  fermé les autres jours.
Elle est équipée d'automates pour l'achat de titres de transport.

### Desserte
Menton-Garavan est desservie par des trains TER PACA qui effectuent des missions entre les gares de Cannes-la-Bocca et Vintimille. Avec le cadencement, il y a un train toutes les demi heures dans chaque sens.

### Contrôles à la frontière
Depuis juin 2015, tous les trains en provenance d'Italie sont systématiquement contrôlés par les forces de l'ordre, pour éviter toute entrée clandestine sur le territoire français.